# Víctor III
Víctor III (Benevento, 1026-Abadía de Montecasino, 16 de septiembre de 1087) fue el 158.° papa de la Iglesia católica de 1086 a 1087, en oposición al antipapa Clemente III (1080-1100).

## Biografía
Nacido con el nombre de Dauferio de Fausi alrededor del año 1026, fue el hijo del duque Landolfo V de Benevento, uno de los últimos gobernantes lombardos de la península italiana.
Desde su juventud había deseado abrazar el estado monástico, contraviniendo el deseo de sus padres. Después de que su padre muriera en batalla contra los invasores normandos en 1047, Dauferio huyó del matrimonio que se había arreglado para él y, aunque fue devuelto por la fuerza, finalmente, después de una segunda fuga a la abadía de la Santísima Trinidad de Cava de' Tirreni, obtuvo permiso para ingresar al monasterio de Santa Sofía en Benevento, donde recibió el nombre de Desiderio. Fue una decisión a la que su madre se opuso con vehemencia.
La vida en el monasterio de Santa Sofía no era lo suficientemente estricta para el joven monje, que se trasladó primero al monasterio de la Islas Tremiti en el Adriático y en 1053 se retiró a Majella donde habitaban un grupo de ermitaños.
Fue aproximadamente en esta época que conoció al papa León IX quién utilizó a Desiderio como diplomático para negociar la paz con los normandos después de la batalla de Civitate.
Durante el inicio del pontificado del papa Victor II mientras se encontraba en Florencia, Desiderio conoció a dos monjes de la abadía de Montecasino y obtuvo permiso para trasladarse allí.
En 1057 el abad de Montecasino había resultado electo papa Esteban IX y decidió continuar en su cargo. Visitó la abadía en la Navidad de 1057 y después de sentirse agonizante ordenó a los monjes que eligieran un nuevo abad, resultando electo Desiderio.
Esteban IX se recuperó y, deseando conservar la abadía durante su vida, nombró al abad designado como su legado papal para Constantinopla. Desiderio se encontraba en Bari, a punto de zarpar, cuando recibió la noticia de la muerte del papa.
El 1059, el papa Nicolás II le nombra cardenal presbítero de Santa Cecilia. En ese mismo año, Disiderio fue uno de los diplomáticos de la Santa Sede —conjuntamente con el cardenal Hildelbrando de Soana— que lograron sellar la alianza entre los normandos italianos —liderados por Roberto Guiscardo— y el papado en el concilio de Melfi, donde los normandos se declararon vasallos de la Santa Sede.
Durante el pontificado de Nicolás II, Desiderio fue nombrado vicario papal con poderes extraordinarios para reformar los monasterios ubicados en la Campania, Apulia, Calabria y el Principado de Benevento.
En 1073 el cardenal Hildebrando de Sovona había resultado electo papa Gregorio VII. Durante el pontificado de Gregorio VII, Desiderio fue comisionado por el papa como diplomático ante los aliados normandos.

## Pontificado

### Ascenso al poder
Después del fallecimiento del papa Gregorio VII, el antipapa Clemente III fue expulsado de Roma, retornando así los seguidores de Gregorio VII. En mayo del 1086, las tropas normandas escoltaron a Roma a los “cardenales” gregorianos, quienes empezaron a preparar la elección papal. El 24 de mayo de 1086, en la Iglesia de Santa Lucía, en Sepitisolio, los cardenales eligieron a Dauferio. Dauferio, aun así, rechazó la tiara, amenazando con regresar a la abadía de Montecasino; sin embargo, este fue forzado a aceptarla a la fuerza bajo el nombre de Víctor III. Cuatro días más tarde, los “gregorianos” fueron expulsados de Roma a Terracina por el prefecto imperial en Roma, seguidor de Clemente III. 
En Terracina, el papa electo se retiró a la abadía de Montecasino, donde se resistió a su nombramiento durante diez meses. En marzo de 1087, el concilio de Capua aceptó su elección como cabeza de la Iglesia. Poco después, los normandos volvieron a expulsar a Clemente III de Roma. El 9 de mayo de 1087, Víctor III fue consagrado obispo y coronado en la antigua Basílica de San Pedro.

### La lucha contra Clemente III
Después de su entronización abandonó Roma y se retiró de nuevo a la abadía de Montecasino. Este hecho fue aprovechado por el antipapa Clemente III para aumentar su poder en la ciudad, por lo que cuando Víctor III volvió de nuevo a Roma (debido en gran parte a las presiones de la condesa Matilde de Toscana) tuvo que abandonarla otra vez tras una estancia muy corta. 
En agosto presidió un concilio en Benevento en el que excomulgó a Clemente III, prohibió la la investidura por laicos y promovió la cruzada de Mahdía, una acción armada contra los musulmanes del norte de África, un precedente de lo que serían luego las Cruzadas. Cayó enfermo durante el desarrollo del concilio y se retiró por última vez a la abadía de Montecasino, donde murió el 16 de septiembre de 1087.
En el siglo XVI su cuerpo se trasladó a la iglesia de la abadía de Montecasino.

## Obras
Víctor III, antes de ser elegido papa, escribió la obra literaria Diálogos, un tratado sobre los milagros realizados por san Benito de Nursia y otros santos en la abadía de Montecasino.

## Beatificación
El culto al Víctor III comenzó durante el pontificado de Anastasio IV, cerca de 66 años después de su muerte.
Victor III fue beatificado en 1887 por el papa León XIII